# El Salvador nos Jogos Olímpicos de Verão de 2000
El Salvador participou dos Jogos Olímpicos de Verão de 2000 em Sydney, Austrália.